# Herrarnas räck i gymnastik vid olympiska sommarspelen 1988
Herrarnas räck i gymnastik vid olympiska sommarspelen 1988 avgjordes den 18-24 september i Olympic Gymnastics Arena.

## Medaljörer
| Gren           | Guld                           | Silver       | Brons                       |
| Herrarnas räck | Vladimir Artemov Sovjetunionen | Ingen utsedd | Holger Behrendt Östtyskland |
| Herrarnas räck | Valerij Ljukin Sovjetunionen   | Ingen utsedd | Marius Gherman Rumänien     |

## Resultat

### Final
| Placering | Gymnast                | C     | O      | C+O    | Kval  | Final | Totalt |
| --------- | ---------------------- | ----- | ------ | ------ | ----- | ----- | ------ |
|           | Vladimir Artemov (URS) | 9,900 | 10,000 | 19,900 | 9,950 | 9,950 | 19,900 |
|           | Valerij Ljukin (URS)   | 9,900 | 9,950  | 19,850 | 9,925 | 9,975 | 19,900 |
|           | Holger Behrendt (GDR)  | 9,750 | 9,950  | 19,700 | 9,850 | 9,950 | 19,800 |
|           | Marius Gherman (ROU)   | 9,800 | 9,900  | 19,700 | 9,850 | 9,950 | 19,800 |
| 5         | Wang Chongsheng (CHN)  | 9,900 | 9,850  | 19,750 | 9,875 | 9,900 | 19,775 |
| 6         | Xu Zhiqiang (CHN)      | 9,900 | 9,800  | 19,700 | 9,850 | 9,850 | 19,700 |
| 7         | Curtis Hibbert (CAN)   | 9,800 | 9,900  | 19,700 | 9,850 | 9,825 | 19,675 |
| 8         | Andreas Wecker (GDR)   | 9,800 | 9,900  | 19,700 | 9,850 | 9,650 | 19,500 |